# Адигея
Респу́бліка Адиге́я (рос. Респу́блика Адыге́я; адиг. Адыгэ Республик) — суб'єкт Російської Федерації, входить до складу Південного федерального округу.
Столиця — м. Майкоп.
Утворено 27 липня 1922.

## Географія
Республіка розташована в північно-західній частині Кавказу; північна частина — низовинна, знаходиться на Прикубанській рівнині, південна на схилах Великого Кавказу. Більша — низовинна частина — горбисто-рівнина до 100 м висоти. Менша — передгірська частина — має висоту до 3 238 м (гора Чугуш) м і поділена долинами лівих приток Кубані та Лаби.
Клімат помірно теплий. Пересічна температура січня —1,6°, липня +22,2°. Опадів понад 700 мм на рік (Майкоп). Максимум влітку.
Найбільша річка — Кубань. Стік Кубані регулюють водосховища — Тщицьке (вище гирла річки Білої), Шапсузьке (нижче міста Краснодар), Краснодарське і Октябрське. У межах Адигеї в річках Кубань впадають Біла, Пшиш, Псекупс, Афіпс.
Ґрунти чорноземні; на рівнині потужні чорноземи, у передгір'ях — вилугувані. Ліси (дуб, бук, граб) зосереджені на півдні.
В Адигеї знаходиться основна частина Кавказького заповідника.

### Природні ресурси
Адигея багата лісовими ресурсами, що займають до третини її території, в південній частині. З корисних копалини є невеликі запаси природного газу, великі запаси будівельних матеріалів (гравій, пісок, глина, вапняк), в гірській частині республіки — невеликі родовища золота, рудних матеріалів. В Адигеї є поклади нафти, срібла, золота й газу.

## Історія

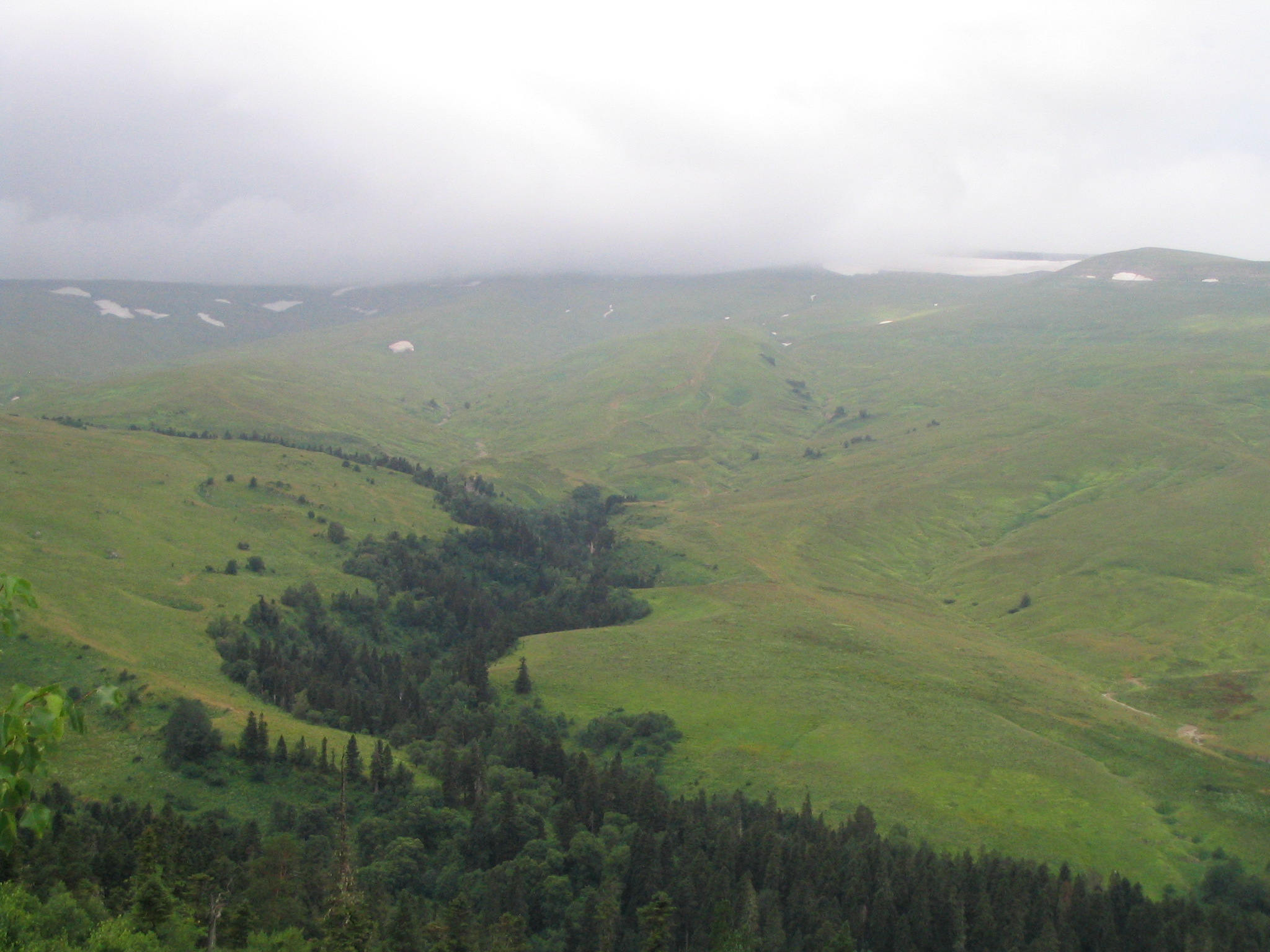
Урочище плато Лаго-Накі, Адигея

Територію сучасної Адигеї ще за античних часів населяли предки адигейців (адигів). Вони є нащадками стародавніх касогів, які за часів Київської Русі входили до складу Тмутараканського князівства.
У 1792 року частина земель адигів була передана чорноморським козакам.
У Російській імперії Адигея була однією з найвідсталіших провінцій — народ не мав власної писемності, на 150 осіб припадав 1 учень, не було лікарських закладів, промисловості майже не було — в 27 кустарних майстернях працювало 90 робітників.
Відомим комуністом-революціонером був Мос Шовгенов. За роки радянської влади були створені автономна державність і писемність.
Утворена 27 липня 1922 як Черкеська (Адигейська) автономна область. З 24 серпня 1922 по 13 серпня 1928 року — Адигейська (Черкеська) автономна область, до 3 липня 1991 — Адигейська автономна область у складі Краснодарського краю, з 3 липня 1991 — Республіка Адигея у складі Російської Федерації.

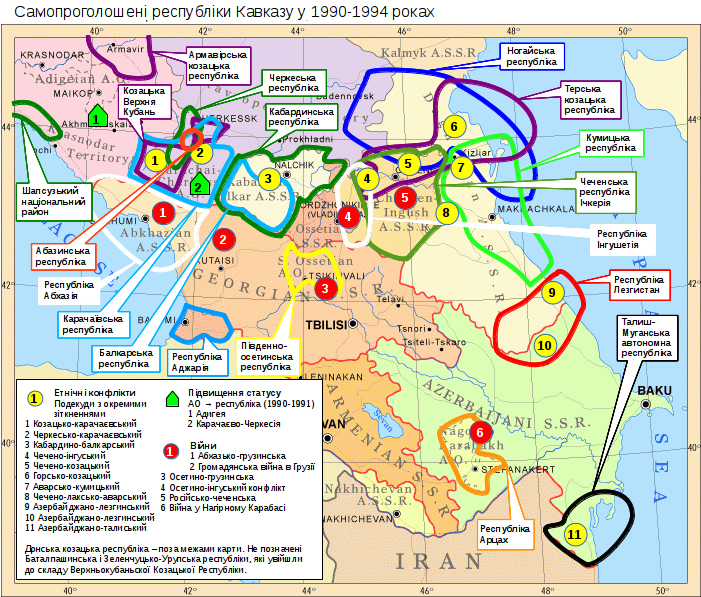
Кавказ під час підвищення статусу Адигеї до рівня республіки

У грудні 1991 року відбулися вибори депутатів у Верховну Раду Республіки Адигея. Був сформований перший в історії Адигеї парламент.
У січні 1992 року було обрано першого президента республіки — ним став Аслан Джарімов. У березні 1992 — перший голова Верховної Ради Республіки Адигея — Адам Тлеуж.
Конституція Республіки Адигея була затверджена Законодавчими Зборами — Хасе 10 березня 1995 року.

## Населення
Населення — 442,7 тис. осіб (2006). Міське населення — 52,6 % (2006). Щільність населення — 56,8 осіб/км² (2006).
У республіці проживають представники більше 80 національностей. За даними Всеросійського перепису населення 2002 року, національний склад Республіки був наступним:
| Народ (показані народи з чисельністю понад 1000 осіб) | Чисельність, 2002, тис. |
| ----------------------------------------------------- | ----------------------- |
| Росіяни                                               | 288,3 (64,5 %)          |
| Адигейці                                              | 108,1 (24,2 %)          |
| Вірмени                                               | 15,3 (3,4 %)            |
| Українці                                              | 9,1 (2 %)               |
| Курди                                                 | 3,6                     |
| Татари                                                | 3,5                     |
| Турки                                                 | 3,4                     |
| Білоруси                                              | 1,9                     |
| Цигани                                                | 1,8                     |
| Греки                                                 | 1,7                     |
| Азербайджанці                                         | 1,4                     |
| Німці                                                 | 1,2                     |
| Чеченці                                               | 1,1                     |

Адиги (черкеси) проживають, в основному, в 44 аулах, а також деяких інших крупних населених пунктах. Найкомпактніше вони розселені в Тахтамукайському, Теучезькому, Шовгеновському, Кошехабльському і Красногвардєйському районах. У 1998 році з автономного краю Косово і Метохія (Сербія) репатріювала група черкесів (близько 200 осіб), розселена в Майкопі й новому аулі Мафехабль (Майкопський район). Решта населення в сільській місцевості проживає в станицях, хуторах, селах і селищах.
Росіяни розселені по всій території республіки, компактно — в Гіагінському й Майкопському районах, велика їх чисельність у Красногвардєйському, Тахтамукайському районах.
Українці (колись друга за чисельністю етногрупа в Адигеї), розселені дисперсно по всій Адигеї. Вони піддалися сильній асиміляції з росіянами.
Компактно в Адигеї живуть татари: хутір Кіров (Шовгеновський район), хутори Політотдєл, Отрадний (Кошехабльський район), аул Афіпсип (Тахтамукайський район), місто Майкоп.
Вірмени розселені компактно в Майкопському районі: хутори Пролетарський, Цвєточний, Шаумян, селище Тульський, станиця Кужорська, місто Майкоп.
Курди: села Біле, Преображенське, Садове, Єленовське, Красногвардійське, аул Бжедугхабль (Красногвардійський район).
Греки: хутір Гавердовській (міський округ «Майкоп»).

### Населені пункти
| Населені пункти з кількістю мешканців понад 5 тисяч 2010—2012 |                |                   |              |
| Майкоп                                                        | 144 467 (2012) | Красногвардійське | 9 459 (2010) |
| Яблоновський                                                  | 27 029 (2012)  | Кошехабль         | 7 267 (2012) |
| Енем                                                          | 18 161 (2012)  | Каменномостський  | 7 213 (2010) |
| Гіагінська                                                    | 14 121 (2010)  | Дондуковська      | 6 603 (2010) |
| Адигейськ                                                     | 12 368 (2012)  | Краснооктябрський | 5 875 (2010) |
| Ханська                                                       | 11 245 (2010)  | Тлюстенхабль      | 5 585 (2012) |
| Тульський                                                     | 10 732 (2010)  | Тахтамукай        | 5 214 (2010) |

- Див. також: Населені пункти Адигеї

## Адміністративно-територіальний поділ

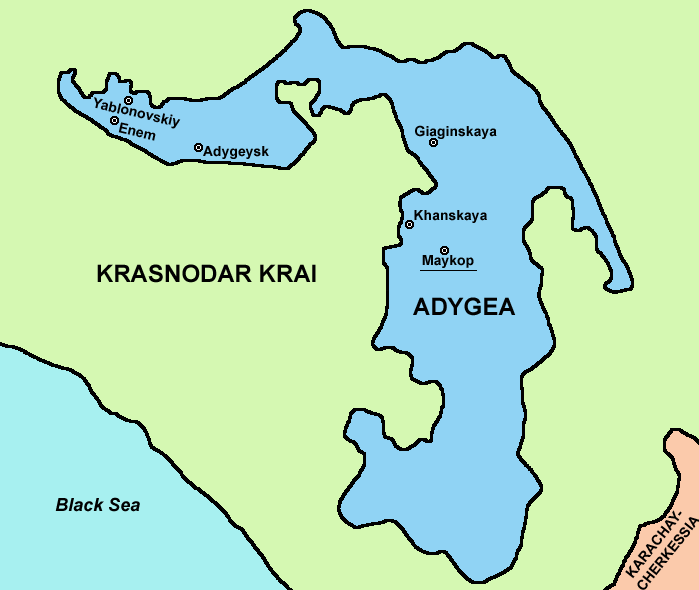

У складі республіки 2 міських округи — Майкоп і Адигейськ, 5 муніципальних районів, 3 міських поселень — селищ міського типу, 45 сільських поселення, 227 сільських населених пунктів (2006).
Міські округи:
- місто Адигейськ
- місто Майкоп

Райони:
- Гіагінський район
- Кошехабльський район
- Красногвардійський район
- Майкопський район
- Тахтамукайський район
- Теучезький район
- Шовгеновський район

## Економіка
Адигея — індустріально-аграрна республіка, з добре розвиненими галузями промисловості: харчова, лісова, деревообробна та целюлозно-паперова, машинобудування і металообробка.
Загальна площа земельних угідь на кінець 1998 року склала 781,4 тис. гектарів, з них 244,7 гектарів займають орні землі. Основу місцевого виробництва становить рослинництво, свинарство, вівчарство, промислове птахівництво, племінне конярство.
На території республіки діють місцеві авіалінії, розвинений авто- і залізничний транспорт. Судноплавство по річці Кубань.

## Освіта і культура
У республіці два вищих навчальних заклади — Адигейський державний університет [Архівовано 5 лютого 2007 у Wayback Machine.] (колишній Адигейський педагогічний інститут) і Майкопський державний технологічний університет, у ВНЗах республіки відкриті аспірантура й докторантура, працюють вчені ради.
В Адигеї 8 державних і 23 громадських музеїв. Національний музей Республіки Адигея володіє унікальними археологічними, етнографічними, природними колекціями. Відкритий спеціальний відділ адигейської діаспори, наочним результатом роботи якого стало істотне поповнення фондів музею експонатами періоду Кавказької війни й життя адигів за кордоном.
У Майкопі відкриті філія Державного музею Народів Сходу, картинна галерея.
Найдавніший пам'ятник культури адигських народів — Нартський епос. У ньому відбиті уявлення людей про світ на ранній стадії розвитку людського суспільства, їхні заняття, етичні норми й філософські погляди, легенди народу, особливості побуту й вдач.
Широко відомі імена класика адигської літератури, лауреата Державної премії СРСР Т. М. Керашева, народного письменника Адигеї, лауреата Державних премій СРСР і Росії, голови Союзу письменників Адигеї І. Ш. Машбаша, основоположника адигського професійного музичного мистецтва, народного артиста Російської Федерації й Республіки Адигея, заслуженого діяча мистецтв Росії, лауреата Державної премії Республіки Адигея, члена Союзу композиторів Росії У. Х. Тхабісімова.

### Театри
- Адигейський драматичний театр (м. Майкоп);
- Адигейський Камерний музичний театр (м. Майкоп);
- Адигейський Республіканський драматичний театр (м. Майкоп);
- Російський театр ім. О. С. Пушкіна (м. Майкоп);
- Театр ляльок «Шоколад» (м. Майкоп).

### Спорт
До складу збірних команд Росії включено 66 вихованців спорту Адигеї по 18 видах спорту.
З 1992 року щорічно проводиться багатоденна велогонка «Дружба народів Північного Кавказу». Її маршрут: Майкоп — Краснодар — Ставрополь — Черкеськ — П'ятигорськ — Нальчик — Владикавказ. Велогонка несе естафету миру й дружби в регіони Півдня Росії. В Адигеї проходять змагання з водного туризму.
«Інтерраллі-Бєла» наповнені ідеєю миру й дружби між народами Росії.

## Туризм

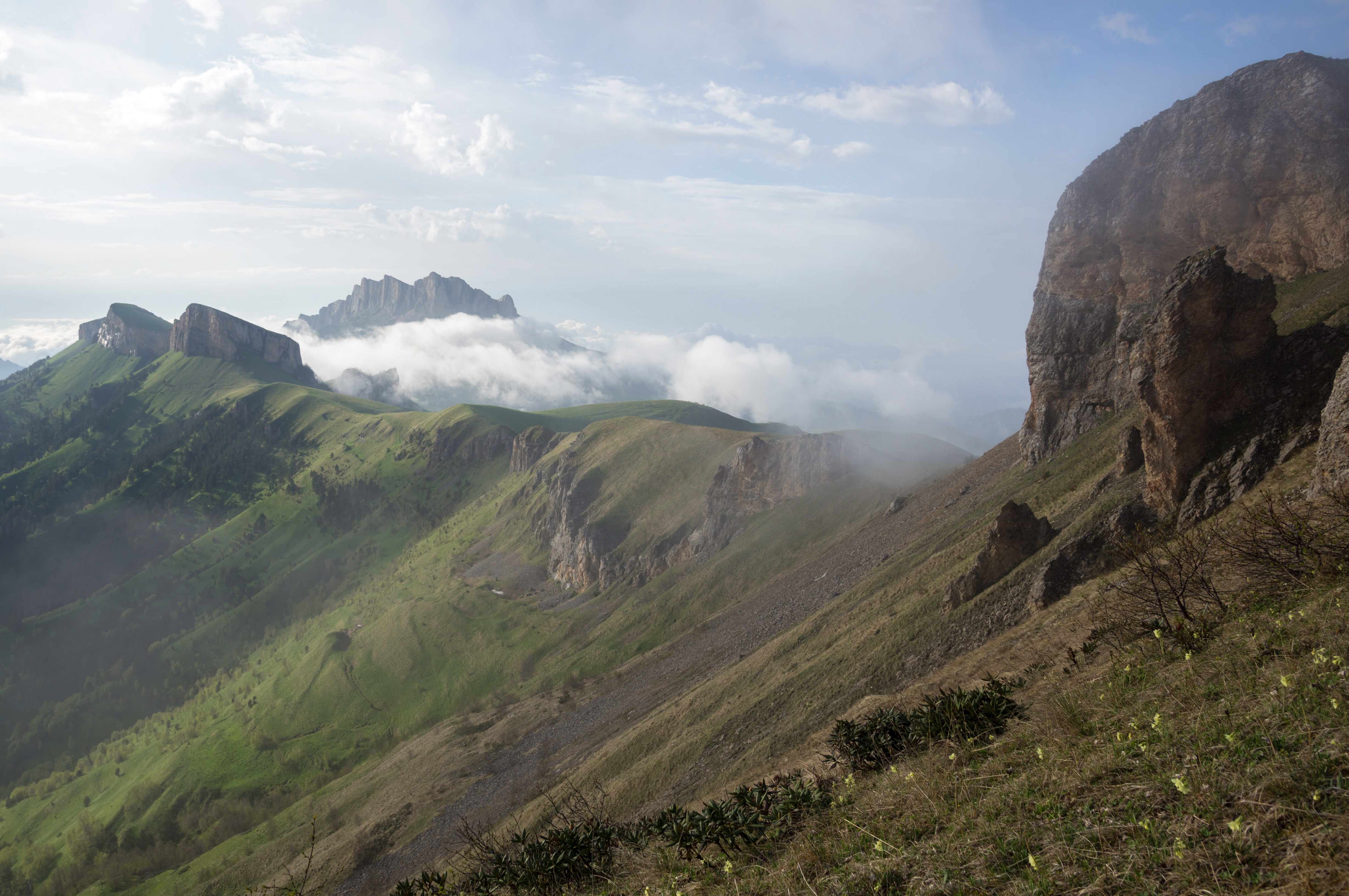
Адигея

Територія республіки відноситься до зони змішаного туризму. Вона володіє значними мисливськими ресурсами.
У Адигеї створено декілька природоохоронних зон. Це Кавказький державний біосферний заповідник, розташований на територіях Республіки Адигея і Краснодарського краю, ряд унікальних природних пам'ятників і національний природний парк «Горна Адигея», який ще створюється.
Великою популярністю користуються пішохідні гірські і кінні маршрути. Бази і табори відпочинку можуть одночасно прийняти більше 1500 відпочиваючих.

## Влада
З 10 вересня 2017 головою Республіки Адигея є Кумпілов Мурат Каральбієвіч.